# James Callis

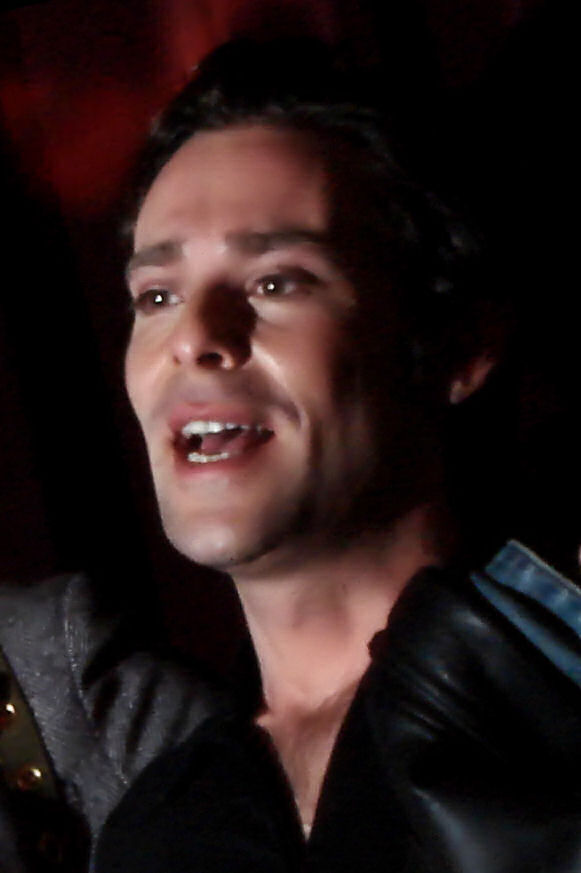
James Callis

James Callis (Londen, 4 juni 1971) is een Britse acteur. Hij was een gevierd toneelspeler vooraleer hij overstapte naar de filmindustrie. Hij speelde mee in beide films rond Bridget Jones en in Battlestar Galactica als Gaius Baltar, waarvoor hij een Saturn Award won. Sinds 2010 speelt hij de rol van Dr. Grant in de televisieserie Eureka.

## Televisieserie
- Murder Most Horrid - als Mark (Afl. Confess, 1996)
- Soldier Soldier - als Majoor Tim Forrester (9 afleveringen, 1996)
- A Dance to the Music of Time - als Gwinnett (Afl. Post War, 1997)
- Ruth Rendell Mysteries - als Guy Curran (3 afleveringen, 1998)
- Sex, Chips & Rock n' Roll - als The Wolf (1999)
- The Scarlet Pimpernel - als Henri (Afl. Valentin Gautier/The Scarlet Pimpernel Meets Madame Guillotine, 1999)
- As If - als Sebastian (Afl. Nicki's POV, 2001)
- Relic Hunter - als Raoul (Afl. Faux Fox, 2002)
- Battlestar Galactica - als Gaius Baltar (2 afleveringen, 2003)
- Late Show with David Letterman - als Gaius Baltar (Afl. Episode 15.85, 2008)
- Battlestar Galactica (2004) - als President/Dr. Gaius Baltar (73 afleveringen, 2004-2009)
- Numb3rs - als Mason Duryea (Afl. Angels and Devils, 2009)
- FlashForward - als Gabriel McDow (4 afleveringen, 2010)
- Merlin - als Borden (Afl. Aithusa, 2011)
- Midsomer Murders - als Toby/Julian DeQuetteville (Afl. The Dark Rider, 2012)
- Eureka - als Dr. Trevor Grant (10 afleveringen, 2010-2012)
- DCI Banks - als Owen Pierce (2 afleveringen, 2012)
- Arrow - als The Dodger (Afl. Dodger, 2013)
- Kay and Peele - als Shakespeare (Afl. Episode #3.8, 2013)
- CSI: Crime Scene Investigation - als John Merchiston (3 afleveringen, 2013-2014)
- The Musketeers - als Émile Bonnaire (Afl. Commodities, 2014)
- Caper - als Doc English (2 afleveringen, 2014)
- Matador - als Lucien Sayer (6 afleveringen, 2014)
- Gallipoli (2015)
- A.D. - als Antipas (2015)

## Televisiefilm
- Arabian Nights - als Prins Ahmed (2000)
- Jason and the Argonauts - als Aspyrtes (2000)
- Victoria & Albert - als Ernest (2001)
- Helen of Troy - als Menelaus (2003)
- Battlestar Galactica: Razor - als Dr. Gaius Baltar (2007)
- Merlin and the Book of Beasts - als Merlin (2009)
- 17th Precinct - als John Bosson (2011)

## Film
- Weekend Bird - als Mike (1997)
- Surety - als Ben (1999)
- Bridget Jones's Diary - als Tom (2001)
- Beginner's Luck - als Mark Feinman (2001)
- Dead Cool - als Josh (2004)
- Bridget Jones: The Edge of Reason - als Tom (2004)
- One Night with the King - als Haman, the Agagite (2006)
- Reuniting the Rubins - als Danny Rubin (2010)
- Meet Pursuit Delange - als Pursuit (2010)
- Austenland - als Kolonel Andrews (2013)
- Blood Moon - als Alan (2013)
- Bridget Jones's Baby - als Tom (2016)

## Prijzen en nominaties
SFX Awards, UK:
- 2007: Genomineerd voor Best TV Actor voor zijn rol in Battlestar Galactica

Academy of Science Fiction, Fantasy & Horror Films, USA:
- 2006: Award gewonnen voor Best Supporting Actor on Television voor zijn rol in Battlestar Galactica
- 2007: Genomineerd voor Best Supporting Actor in a Television Program voor zijn rol in Battlestar Galactica

- Biblioteca Nacional de España: XX4584494
- Gemeinsame Normdatei: 1097232190
- International Standard Name Identifier: 0000 0001 1440 2586
- Library of Congress Control Number: no2006080290
- MusicBrainz: 7c0cf8e2-cedf-4478-9e8b-5d37585042a5
- Nationale Bibliotheek van Israël: 987007348029605171
- Système universitaire de documentation: 167342533
- Virtual International Authority File: 26822180
- WorldCat: E39PBJkmYDcJwgVG86qTjf4cyd